# Jacob Green (Footballspieler)
Jacob Carl Green (* 21. Januar 1957 in Pasadena, Texas) ist ein ehemaliger US-amerikanischer American-Football-Spieler auf der Position des Defensive Ends. Er spielte dreizehn Jahre in der National Football League (NFL), zwölf davon für die Seattle Seahawks.

## College
Green spielte College Football für die Texas A&M University, wo er 1978 und 1979 zum All-American gewählt wurde. Seine 20 Sacks, die er 1979 erzielte sind bis heute (2014) Rekord für die Texas A&M Aggies. In einem Spiel 1979 gegen die Baylor University erzielte er vier Sacks und 22 Tackles.

## NFL
Jacob Green wurde im NFL Draft 1980 in der ersten Runde als zehnter Spieler von den Seattle Seahawks ausgewählt. Green spielte dann bis 1991 für die Seahawks und kam dabei auf 116 Sacks (davon 18,5, bevor Sacks eine offizielle Statistik der NFL wurden), 17 eroberte Fumbles und drei Interceptions und erzielte aus diesen 20 Turnovers vier Touchdowns. Er wurde zwei Mal in den Pro Bowl gewählt und wurde 1995 in den Seattle Seahawks Ring of Honor aufgenommen. Mit seinen 116 Sacks stellte er einen Rekord für die Seahawks auf und lag nach seinem Rückzug aus dem aktiven Sport auf Platz 3 der NFL hinter Reggie White und Lawrence Taylor.

## Privat
Green heiratete seine High-School-Freundin Janet und sie haben drei Töchter. Seine Tochter Janelle spielte an der Texas A&M University Fußball und heiratete einen Spieler des Footballteams, Red Bryant, der im NFL Draft 2008 von den Seattle Seahawks ausgewählt wurde. Auch sein Schwiegersohn spielte als Defensive End mit der Nummer 79 für die Seahawks und gewann mit ihnen den Super Bowl XLVIII, bevor er zu den Jacksonville Jaguars wechselte.